# Grand Prix Bahrajnu 2011
Grand Prix Bahrajnu 2011 (oficiálně 2011 Formule 1 Gulf Air Bahrain Grand Prix) byla naplánována jako úvodní kolo mistrovství světa Formule 1 v sezóně 2011. Měla se konat 13. března 2011 na Bahrain International Circuit v Sachíru v Bahrajnu, ale byla dne 21. února 2011 kvůli občanským nepokojům v zemi odložena. Dne 3. června bylo oznámeno, že se závod bude konat 30. října, což by z něj udělalo 17. z 20 Grands Prix pořádaných během sezóny 2011. Po kontroverzi ohledně obnovení závodu, organizátoři Grand Prix opustili svou nabídku pořádat závod v roce 2011. Závod se vrátil v sezóně 2012 uprostřed konfliktu a rozhodnutí uspořádat závod se setkalo s těžkou kontroverzí a četnými protesty ze strany civilistů i významných diplomatických osobností.

## Odložení
Dne 14. února 2011 (později den známý jako Den hněvu) vypukly v Bahrajnu občanské nepokoje jako součást série protestů v severní Africe a na Blízkém východě. V důsledku nepokojů byl lékařský personál, který se měl zúčastnit tréninku na víkendový závod v Bahrajnu GP2 Asia Series přemístěn do nemocnic v Manamě, což si vynutilo zrušení čtvrtečního tréninku. Ještě ten den bylo oznámeno, že celý víkend bude na žádost místní motoristické federace zrušen.
Generální ředitel Bahrain International Circuit Prince Salman bin Hamad Al Khalifa, který byl také korunním princem Bahrajnu, uvedl, že „[jeho] soustředění... je na uskutečnění další úspěšné akce v podobě Grand Prix Bahrajnu“. Bernie Ecclestone, generální ředitel Formula One Management a Formula One Administration, prohlásil, že doufal, že rozhovory s Al Khalifou zmírní jeho obavy, že by akce mohla být zrušena. Viceprezident Bahrajnského centra pro lidská práva Nabeel Rajab řekl, že bude těžké protesty rychle ukončit. Ecclestone uvedl: "Pokud se protesty neuklidní do středy [23. února], myslím, že budeme muset závod pravděpodobně zrušit." Demonstranti byli citováni a uvedli, že „jediný důvod“ proč byl korunní princ ochoten s nimi mluvit, bylo kvůli pořádání závodu.
Dne 21. února 2011 princ Salman závod odložil kvůli pokračujícím protestům. Předsezónní testování naplánované na Bahrain International Circuit od 3. do 6. března bylo také odloženo a přesunuto na Circuit de Barcelona-Catalunya ve Španělsku. Organizátoři měli později lhůtu do 1. května, aby se rozhodli, zda chtějí závod uspořádat později v sezóně.

## Prozatímní obnovení a zrušení

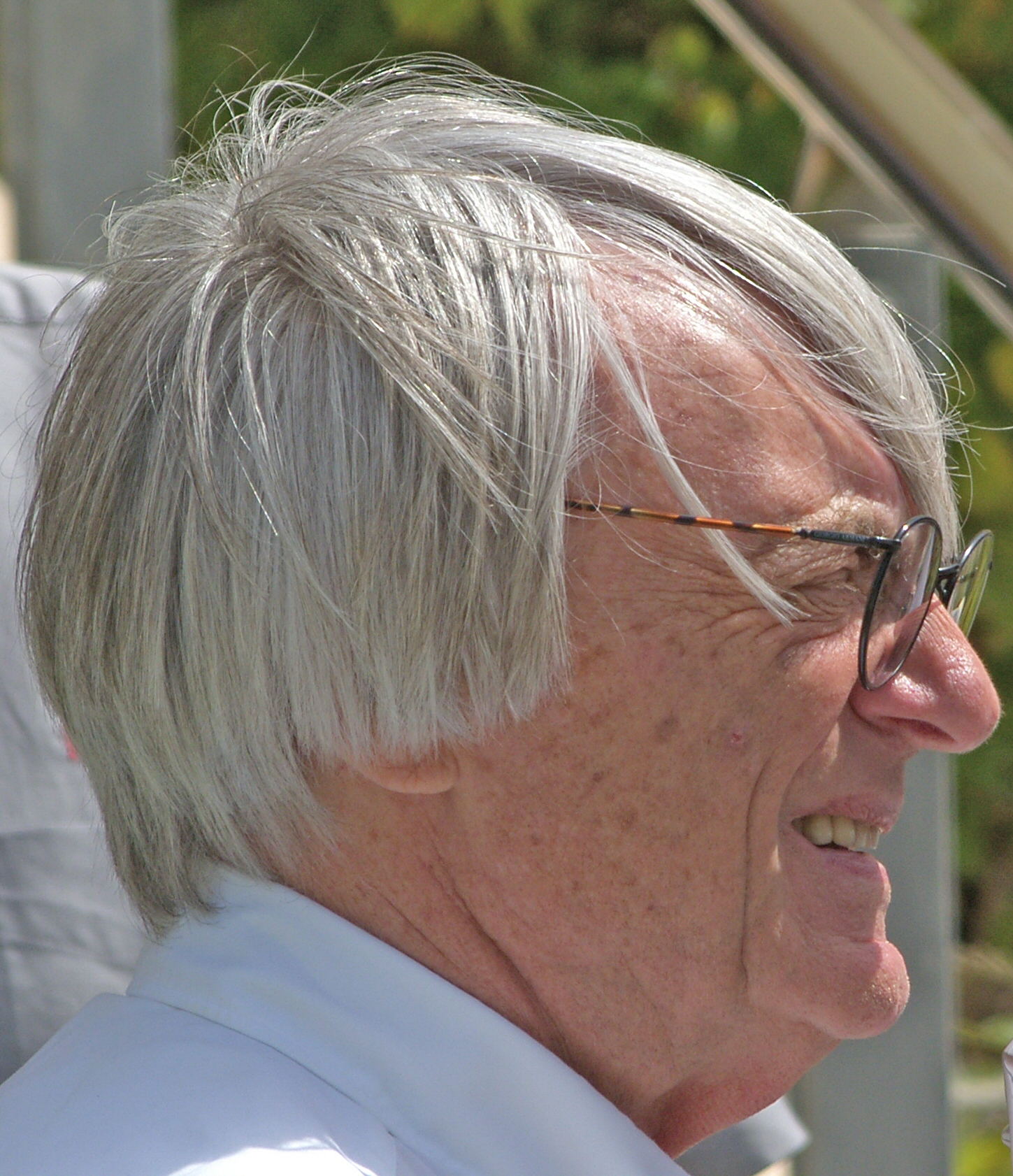
Bernie Ecclestone na Grand Prix Bahrajnu 2006.

V dubnu 2011 organizátoři závodu vydali prohlášení, v němž uvedli, že „normální život se vrátil do Bahrajnu“ a že doufají, že by mohli závod uspořádat později v tomto roce. Dne 2. května 2011 prodloužil Bernie Ecclestone termín pro přeložení závodu na 3. června.
Na zasedání Světové rady motoristického sportu (WMSC) dne 3. června členové FIA jednomyslně odhlasovali navrácení Grand Prix Bahrajnu do kalendáře na plánované datum 30. října, přičemž Grand Prix Indie se z tohoto data přesunula na 11. prosince. Toto rozhodnutí bylo kontroverzní a šéf týmu Mercedes Ross Brawn prohlásil, že prosincové finále je nepřijatelné. Mezitím zájmové skupiny a aktivisté v oblasti lidských práv kritizovali FIA za obnovení ve světle probíhajících politických otřesů v zemi. Jezdec Red Bull Racing Mark Webber vyjádřil své znepokojení nad podmínkami v oblasti lidských práv a prohlásil, že doufal, že sport zaujme pevnější postoj k této záležitosti. Několik dalších jezdců vyjádřilo ochotu závodit pod podmínkou, že bude zaručena jejich bezpečnost, uprostřed zpráv, že se na den závodu připravují rozsáhlé protesty.
Petici za bojkot závodu přijalo 300 000 signatářů. V reakci na to prezident FIA Jean Todt slíbil, že sportovní řídící orgán bude pečlivě sledovat situaci v Bahrajnu a ponechá otevřenou možnost zrušení, pokud se situace v zemi před závodem zhorší. Držitel komerčních práv Bernie Ecclestone požadoval, ať proběhne druhé hlasování za obnovení Grand Prix Indie na její původní říjnové datum a přesune Grand Prix Bahrajnu zpět na finále sezóny v prosinci. Podle bývalého prezidenta FIA Maxe Mosleyho by přeložení závodu vyžadovalo jednomyslnou dohodu týmů. Bylo také oznámeno, že Formula One Teams Association (FOTA) byla proti přeložení závodu na 30. října z logistických důvodů, ale byla ochotna místo toho projednat místo pro závod na konci sezóny.
Dne 8. června Ecclestone prohlásil, že má pocit, že závod nebude pokračovat, protože FIA přehlédla článek 66 Sportovních pravidel, který uvádí, že „po zahájení přihlášek nelze bez souhlasu všech soutěžících provádět žádné změny v uspořádání šampionátu." FIA později požádala Ecclestona o předložení nového návrhu kalendáře poté, co členové FOTA informovali o tom, že pořádání Grand Prix Bahrajnu 30. října by bylo „nepraktické“. Dne 9. června pořadatelé Grand Prix Bahrajnu oficiálně opustili svou nabídku vrátit se do kalendáře v sezóně 2011.